# Lijst van personen uit Minsk
De lijst van personen uit Minsk geeft een overzicht van personen die geboren zijn in de Wit-Russische hoofdstad Minsk en een artikel hebben op de Nederlandstalige Wikipedia. De lijst is gerangschikt naar geboortejaar.

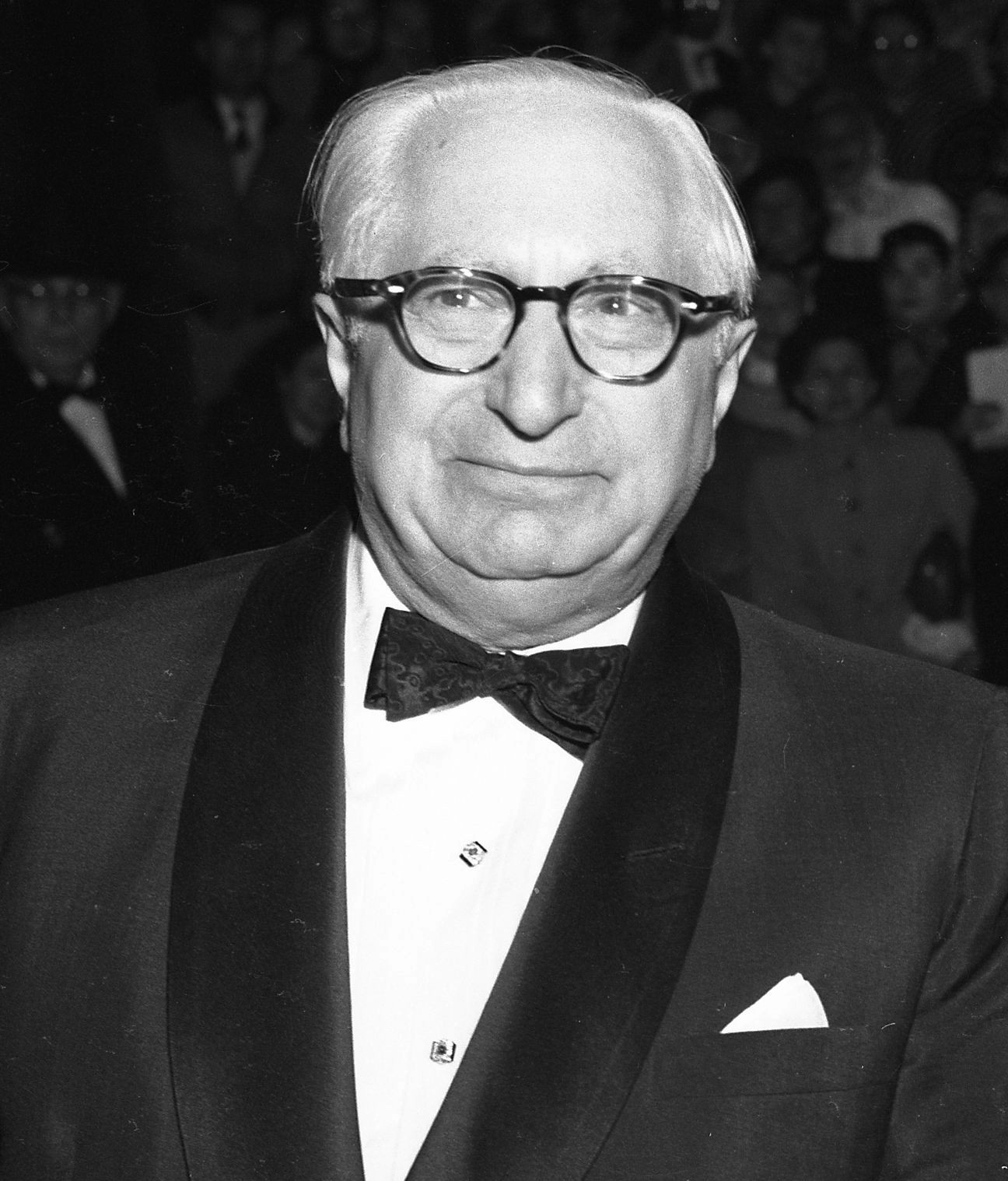
Filmproducent Louis B. Mayer (1882-1957)

## Geboren in Minsk

### Voor 1970
- Bronislava Nijinska (1891-1972), danseres, choreografe en docent
- Władysław Strzemiński (1893-1952), Pools schilder en theoreticus (constructivisme)
- Stanislaw Sjoesjkevitsj (1934-2022), wis- en natuurkundige en van 1991-1994 president van Wit-Rusland
- Anatoli Gantvarg (1948), dammer
- Vitalij Staroechin (1949-2000), Sovjet-Oekraïens voetballer
- Aleksandr Tichanovitsj (1952-2017), zanger
- Nikolaj Aljochin (1954-2023), schermer
- Andrei Sannikaŭ (1954), politicus
- Andrej Smaljak (1954), kunstenaar
- Sjarhej Hotsmanov (1959), voetballer
- Ihar Hoerinovitsj (1960), voetballer
- Sjarhej Alejnikaw (1961), voetballer
- Andrej Zygmantovitsj (1962), voetballer o.a. FC Groningen
- Elena Altsjoel (1964), damster
- Zoja Golubeva (1967), damster
- Boris Gelfand (1968),  Israëlisch schaker van Wit-Russische afkomst

### 1970-1979
- Anzjelika Kotjoega (1970), langebaanschaatsster
- Jevgeni Stjetenin (1970), tafeltennisser
- Natallja Zverava (1971), tennisspeelster
- Vitali Tsjerbo (1972), turner
- Olga Kamychleeva (1973), damster
- Dmitri Sidarenko (1973), wielrenner
- Sergej Sjtanjoek (1973), voetballer
- Aleh Poetsila (1974), voetballer
- Pavel Michalevitsj (1974), voetballer
- Yuri Shulman (1975), Wit-Russisch-Amerikaans schaker
- Vladimir Samsonov (1976), tafeltennisser
- Anna Smashnova (1976), Israëlisch tennisster
- Dmitri Dasjinski (1977), freestyleskiër
- Maks Mirni (1977), tennisspeler
- Aljaksandr Oesaw (1977), wielrenner
- Viktoria Pavlovitsj (1978), tafeltennisspeelster
- Aleksej Grisjin (1979), freestyleskiër
- Tatjana Poetsjek (1979), tennisspeelster
- Svetlana Radkevitsj (1979), langebaanschaatsster

### 1980-1999
- Aljaksandr Hleb (1981), voetballer
- Sergej Azarov (1983), schaakgrootmeester
- Vjatsjaslaw Hleb (1983), voetballer
- Jawhen Hoetarovitsj (1983), wielrenner
- Maxim Tsigalko (1983-2020), voetballer
- Iryna Brémond (1984), tennisspeelster
- Aleksandra Gerasimenia (1985), zwemster
- Andrej Zjyhalka (1985), schaker
- Darja Domratsjeva (1986), biatlete
- Katsjarina Dzehalevitsj (1986), tennisspeelster
- Anastasija Jakimava (1986), tennisspeelster
- Alexander Rybak (1986), Noorse violist, zanger, componist en acteur van Wit-Russische afkomst
- Marina Arzamasova (1987), atlete
- Maryna Linchuk (1987), model
- Aljaksandr Martynovitsj (1987), voetballer
- Anna Badajeva (1988), langebaanschaatsster
- Stanislaw Drahoen (1988), voetballer
- Jegor Filipenko (1988), voetballer
- Maksim Goestik (1988-2023), freestyleskiër
- Mikhail Sivakov (1988), voetballer o.a. SV Zulte Waregem
- Viktoryja Azarenka (1989), tennisspeelster
- Sjarhej Zjyhalka (1989), schaker
- Hanna Hoeskova (1992), freestyleskiester
- Palina Pechava (1992), tennisspeelster
- Aljaksandra Sasnovitsj (1994), tennisster
- Aleksej Zjigalkovitsj (1996), zanger
- Aryna Sabalenka (1998), tennisster
- Hanna Tserach (1998), wielrenster